# ليفين ده كاي
ليفين ده كاي (1560 — 17 يوليو 17، 1627) كان معمارياً في عصر النهضة من هولندا، ويعرف بأعماله بمدينة هارلم.